# Jurij Kowalczuk
Jurij Kowalczuk (ros. Юрий Валентинович Ковальчук; ur. 25 lipca 1951 w Petersburgu) – rosyjski przedsiębiorca.
Jest długoletnim znajomym prezydenta Władimira Putina. Współzałożyciel tzw. kooperatywy Oziero Dacza, skupiającej wpływową grupę osób wokół prezydenta Putina.
Jest prezesem i największym akcjonariuszem (w 2013 r. należało do niego około 38% akcji) Banku Rossija, który uznawany jest za osobisty bank najwyższych urzędników Federacji Rosyjskiej.
W 2021 r. Putin przyznał Kowalczukowi order Federacji Rosyjskiej »Za zasługi dla ojczyzny« czwartego stopnia, za jego wielki wkład w realizację społecznie znaczących projektów w Republice Krymskiej.
Decyzją z dnia 30 lipca 2014 r. Rada Unii Europejskiej nałożyła na Kowalczuka sankcje za wspieranie działań podważających integralność terytorialną, suwerenność i niezależność Ukrainy.